# Øvre fyrstendømmer
De Øvre Fyrstendømmer, Øvre Oka Fyrstendømmer eller Verkhovskij Fyrstendømmerne (russisk: Верховские княжества, translit.: Verkhovskie Knjasjestva) er en række mindre og flygtige fyrstedømmer langs det øvre løb af floden Oka, der opstod i slutningen af 1200-tallet og senere som appanager til Tjernigov-fyrstendømmet. I dag ligger de pågældende områder inden for Tula oblast og Kaluga oblast i Rusland.
Ifølge de russiske krøniker var områderne omkring øvre Oka undergivet fyrsterne i Tjerginov-fyrstendømmet op til 1200-tallet. Efter den mongolske invasion af Rusland i 1223-1240 degenererede det tidligere mægtige fyrstedømme gradvist til et punkt, hvor efterkommerne af Mikhail af Tjernigov (ca. 1185 – 1246) regerede dusinvis af kvasi-suveræne enheder. Da fyrstedømmerne var kilet ind mellem det stadigt ekspanderende Storhertugdømmet Litauen mod vest og det begyndende Storhertugdømmet Moskva mod nord, blev deres herskere indskrænket til konstant at fluktuere mellem disse to stormagter som bufferstater.
I slutningen af 1300-tallet var de Øvre Fyrstendømmer forpligtede til at betale årlig tribut til Litauen. Den styrkede alliance af de litauiske herskere med det romersk-katolske Polen forårsagede et skift i magtbalancen i regionen. Moskva var på det tidspunkt ved at frigøre sig fra Den Gyldne Hordes dominans, og de fleste ortodokse herskere i de Øvre Fyrstendømmer begyndte derfor at se mod Moskva for at få beskyttelse mod den litauiske ekspansion. Dette førte i 1487 til en grænsekrig mellem fyrstedømmerne i Litauen og Moskva, der i 1494 blev afsluttet ved, at Storhertugdømmet Litauen anerkendte, at de Øvre fyrstendømmer (bortset fra Karatjov) blev optaget i den russiske stat.